# Хокејашка лига Србије 2011/12.
Хокејашка лига Србије 2011/12. је шесто такмичење које се одржава под овим именом од стране Савеза хокеја на леду Србије.
Титулу победника Хокејашке лиге Србије је освојио Партизан који је у финалу, укупним резултатом 2:0 у серији победио Витез.

## Клубови
| Клуб          | Град     | Арена                  | Капацитет | Основан |
| ------------- | -------- | ---------------------- | --------- | ------- |
| Партизан      | Београд  | Ледена дворана Пионир  | 2000      | 1948    |
| Црвена звезда | Београд  | Ледена дворана Пионир  | 2000      | 1946    |
| Војводина     | Нови Сад | Ледена дворана СПЕНС   | 1000      | 1957    |
| Спартак       | Суботица | Стадион малих спортова | 4000      | 1945    |
| Витез         | Београд  | Ледена дворана Пингвин | 1000      | 2001    |

## Систем такмичења
У лиги је требало да учествују четири клуба док би се Партизан као пети клуб због такмичења у Слохокеј лиги прикључио лиги тек у плеј-офу. У плеј-офу се суперфинале играло на два добијена меча.

## Резултати
| Датум       | Клуб      | Клуб    | Резултат | Трећине       |
| ----------- | --------- | ------- | -------- | ------------- |
| 20. јануар  | Војводина | Спартак | 4:6      | (1:3,2:2,1:1) |
| 1. фебруар  | Спартак   | Витез   | 9:5      | (3:3,4:1,2:1) |
| 10. фебруар | Војводина | Витез   | 5:0      |               |

## Одлука Савеза хокеја на леду Србије
Одлуком Савеза хокеја на леду Србије одлучено је да Супер финале играју Партизан и Витез. Таква одлука је донета из неколико разлога:
1. КХК Црвена звезда није желела да игра званичне утакмице и нису достављени лекарски прегледи играча и осигурање.
2. ХК Војводина није платила котизациују нити је доставила доказе о лекарским

прегледима и осигурању играча.
1. ХК Спартак није доставио доказ о лекарским прегледима и осигурању играча и наступао је са страним играчем Робинсом Метјуом без трансфер карте.[4]

## Плеј-оф

### Суперфинале
Партизан - Витез 2-0
- 03.03.2012. Партизан - Витез 10:1 (2:0,4:0,4:1)
- 04.03.2012. Витез - Партизан 0:7 (0:1,0:3,0:3)

| Првак Хокејашке лиге Србије 2011/12. |
| ------------------------------------ |
| ХК Партизан 6. титула.               |